# 細腳水金花蟲
細腳水金花蟲（学名：Donacia (Donaciomima）为金花蟲科水金花蟲屬下的一个种。